# Николо Маскарди
Николо Маскарди (на италиански: Nicolò Mascardi; на испански: Nicolás Mascardi) е италиански йезуит, мисионер, изследовател на Южна Америка.

## Ранни години (1624 – 1647)
Роден е на 5 септември 1624 година в Сардзана, провинция Специя, Италия. Израствайки в религиозно семейство (двама от чичовците му са епископи), още от ранна възраст започва интензивно изучаване на християнството. На 14-годишна възраст заминава за Рим, за да се присъедини към Йезуитския орден. В Колеж Романо в Рим завършва реторика и философия, а след това се посвещава на изучаването на математика и астрономия с отец Кирчер. Срещата на Маскарди с южноамерикански мисионери и техните описания за Южна Америка го карат да се посвети на евангелизацията на този континент.

## Мисионерска дейност (1647 – 1670)
След многобройни препятствия от Ордена и семейството, през март 1647 г. Маскарди заминава за Испания, където се отдава на изучаване на езика. През ноември 1650 пристига в Панама, а през 1652 в Южно Чили в мисията Буена Есперанса в района Арусани, като започва да развива мисионерска дейност и продължава да изучава математиката и астрономията.
През 1667 г. след опустошителното земетресение в Консепсион се включва активно в спасителните операции. Същата година е назначен за ръководител на йезуитския колеж на остров Чилое. През 1669 г. напуска ръководното място в мисията, пресича Андите и в продължение на четири години развива мисионерска дейност сред индианците в Патагония.

## Изследователска дейност (1670 – 1674)
През 1671 г. проследява източните склонове на Андите между 41º и 44º ю.ш. и на 45º 30` ю.ш. открива езерата Мустерс и Колуе Уапи. През 1672 с четирима индианци пресича Патагония от запад на изток, от остров Чилое през Андите на 44º ю.ш., достига езерото Мустерс, от там се отправя на югоизток и достига до крайбрежието на Атлантическия океан при устието на река Рио Десеадо (47º 45` ю.ш.). От там проследява цялото крайбрежие на Патагония до източния вход на Магелановия проток. През пролетта (септември-декември) на 1673 г. съпровождан от няколко индианци се отправя в търсене на митичен град около 47° ю.ш., но на юг от средното течение на Рио Десеадо на 15 февруари 1674 година е убит с всичките си спътници от местни индианци. По-късно са открити останките на Маскарди и са пренесени в йезуитската църква в Сантяго де Чиле.

## Памет
Неговото име носи:
- езеро Маскарди (41°21′ ю. ш. 71°34′ з. д. / 41.35° ю. ш. 71.566667° з. д.) близо до аржентинския град Сан Карлос де Барилоче.